# Guillaume Maubenc
Guillaume Malbenc, Maubenc ou Maubanc (Maubent et parfois en Angleterre : Mallbank, Malbedeng ou Maybank etc.), est né vers 1020. Il fut peut-être un compagnon de Guillaume le Conquérant dans sa conquête de l'Angleterre en 1066. Il était le seigneur du Bény-Bocage.
Après cela il reçut un fief autour de Nantwich, Cheshire. Il fut donc un vassal des comtes de Chester.

## Sa descendance
- Guillaume Maubanc (Malbenc), né vers 1040, seigneur de Nantwich. Se fixa définitivement en Angleterre après la conquête.
- Auvray (Alvered) Maubanc (Malbenc), né vers 1040, seigneur du Bény. Après la conquête, resta en Normandie, pour faire valoir la terre de Bény-Bocage, qui comprenait les paroisses de Beaulieu, Le Reculey, La Graverie, entre autres.

Il a de nombreux homonymes dans sa descendance, la plupart étant des seigneurs du Beny-Bocage.
En Angleterre, parmi ses descendants, on peut noter Hugues, qui fut le fondateur de l'abbaye de Combermere, en 1133. Ils furent barons de Nantwich.

## Sources
- Marcel Dubocq, Radioscopie d'un canton du Bocage : Bény-Bocage et alentours, Condè-sur-Noireau : C. Corlet, 1985.  (ISBN 9782854801095)